# Steve Hogarth
Steve Hogarth, all'anagrafe Ronald Stephen Hoggarth, noto anche con lo pseudonimo di H (Kendal, 14 maggio 1959), è un cantante e polistrumentista britannico, noto per essere il frontman del gruppo musicale neoprogressive Marillion dal 1988.

## Carriera
Hogarth iniziò la propria carriera musicale con gli How We Life, con i quali pubblicò l'album di debutto Dry Land nel 1987. L'album tuttavia riscosse un basso successo commerciale a causa della scarsa promozione a parte dell'etichetta discografica; di conseguenza Hogarth, deluso dall'industria musicale, iniziò a pensare di dedicarsi ad altro, considerando seriamente l'idea di diventare lattaio o postino, ma grazie al consiglio del capo della sua casa discografica e all'aiuto di un amico di lunga data, Darryl Way, si convinse a mandare una cassetta ai Marillion, che stavano cercando un nuovo cantante dopo che Fish se ne era andato nel 1988.
I Marillion ascoltarono la cassetta e furono abbastanza interessati da invitare Hogarth per un incontro. Il gruppo rimase subito colpito dalle sue capacità canore e alla fine dell'audizione gli offrì l'ingaggio. Hogarth, però, chiese un po' di tempo per decidere, in quanto nello stesso periodo gli era stato offerto di andare in tour negli Stati Uniti con i The The. Alla fine accettò la proposta dei Marillion, convinto dal fatto che questi ultimi volevano un partner che contribuisse con le sue idee al gruppo.
Hogarth ha anche pubblicato, con lo pseudonimo H, un album da solista chiamato Ice Cream Genius. A questo hanno contribuito il tastierista Richard Barbieri dei Porcupine Tree, l'ex chitarrista degli XTC Dave Gregory, il batterista dei Blondie Clem Burke, il bassista Chucho Merchan e il percussionista Luis Jardim. In seguito, The H-Band, il progetto secondario di Hogarth, ha suonato dal vivo in Europa con vari musicisti, tra cui l'ex chitarrista dei The Stone Roses Aziz Ibrahim, il batterista dei Massive Attack e dei The Bays Andy Gangadeen, al basso Jingles, alle tabla Dalbir Singh Rattan, partner musicale di Aziz, e al violoncello Stephanie Sobey-Jones. Questa formazione, insieme a Barbieri e Gregory, ha registrato nel 2002 un doppio album intitolato Live Spirit: Live Body.
Nel 2006 ha intrapreso una tournée come solista, intitolata H Natural e composta da venti date in Europa tra la primavera e l'estate. Nell'estate del 2007 è stata programmata una seconda serie di questi spettacoli. Questi sono missati e distribuiti per il download, uno alla volta e solo per un periodo limitato, attraverso un sito web appositamente creato.

## Discografia

### Da solista
Album in studio
- 1997 – Ice Cream Genius
- 2012 – Not the Weapon but the Hand (con Richard Barbieri)
- 2017 – Colours Not Found in Nature (con gli Isildurs Bane)

Album dal vivo
- 2002 – Live Spirit Live Body
- 2010 – Natural Selection
- 2014 – Live at the 100th Club
- 2014 – St John the Evangelist, Oxford 18 October 2014
- 2017 – Friends, Romans (con i RanestRane)

EP
- 2013 – Arc Light (con Richard Babrbieri)

### Con i Marillion
- 1989 – Seasons End
- 1991 – Holidays in Eden
- 1994 – Brave
- 1995 – Afraid of Sunlight
- 1997 – This Strange Engine
- 1998 – Radiation
- 1999 – marillion.com
- 2001 – Anoraknophobia
- 2004 – Marbles
- 2007 – Somewhere Else
- 2008 – Happiness Is the Road
- 2009 – Less Is More
- 2012 – Sounds That Can't Be Made
- 2016 – Fuck Everyone and Run (F E A R)
- 2019 – With Friends from the Orchestra
- 2022 – An Hour Before It's Dark

### Collaborazioni
- 1983 – Once Bitten – Annabel Lamb (Tastiere)
- 1985 – Domestic Harmony  – Do-Re-Mi (Tastiere)
- 1986 – Infected – The The (Tastiere)
- 1987 – Blue Yonder – Blue Yonder (Voce addizionale)
- 1987 – Saint Julian – Julian Cope (Voce addizionale)
- 1988 – Union – Toni Childs (Tastiere)
- 1990 – Sailing – Rock Against Repatriation (Voce)
- 1998 – Ocean Songs – Chucho Merchan (Voce)
- 1999 – The Emperor Falls – John Wesley (Voce addizionale)
- 2007 – Systematic Chaos – Dream Theater (Parlato)